# Слободан Билић
Слободан Билић (Дервента, 27. јануар 1951) адвокат је и српски политичар из Републике Српске. У ВРС је имао чин капетан 1. класе.
Дипломирао је право, а вршио је дужност јавног тужиоца и судије Основног суда у Дервенти. Био је посланик у IV сазиву Народне скупштине Републике Српске испред Социјалистичке партије. У осмој влади Републике Српске био је министар одбране Републике Српске у периоду од почетка 2003. до јануара 2003. Након што је из Социјалистичке партије прешао у Нову социјалистичку партију затражена је његова оставка од стране бивше странке. Захтјев за оставку је подржала и СДС. Билић је неопозиву оставку поднио 11. јула 2002. али је и даље остао на позицији као министар у оставци. Након афере "Орао" под притисцима је поднио оставку у октобру 2002. Био је бранилац генерала Новака Ђукића у процесу који се против њега водио у случају "Тузланска капија".